# 小行星9834
小行星9834（英語：9834 Kirsanov）是一颗围绕太阳公转的小行星。1982年10月14日，天文学家柳德米拉·卡拉季奇在纳昂切尼奇发现了此天体。
这颗小行星的绝对星等为160.4844274020303等。